# 와키야마촌
와키야마촌(脇山村)은 후쿠오카현 사와라군에 있던 촌이다, 후쿠오카시에 편입해, 현재의 후쿠오카시 사와라구의 일부에 해당한다.